# Asfaloth
Asfaloth est un cheval fictif, monture de Glorfindel, qu'il ramena de Valinor, dans Le Seigneur des Anneaux. C'était un fier cheval blanc et l'un des plus rapides de la Terre du Milieu. Il sauva Frodon sur la route vers Fondcombe en lui faisant traverser le gué de Bruinen plus rapidement que les Nazgûl, qui furent emportés par la crue.

## Histoire
« Un cheval blanc apparut soudain en bas, luisant dans les ombres, courant prestement. Sa têtière étincelait et scintillait dans le crépuscule, comme parsemée de gemmes semblables à de vives étoiles. » — Le Seigneur des Anneaux — Livre I — Chapitre 12
Asfaloth a été monté par Glorfindel lors de la recherche d’Aragorn et des Hobbits sur leur chemin vers Fondcombe. Après les avoir trouvés et attaqués par les Cavaliers noirs, Glorfindel mit pied à terre et plaça Frodon Sacquet sur son dos,, puis lui ordonna d’avancer en sécurité au gué de Bruinen. Asfaloth était un cheval remarquablement rapide, dépassant les destriers noirs des Nazgûl, même s’il atteignit les gués en premier,.
Noro lim, noro lim, Asfaloth ! est une phrase sindarine criée par Glorfindel à Asfaloth alors qu’il aidait Frodon Sacquet à échapper aux Cavaliers noirs. Glorfindel s’était arrêté de son cheval, disant à Frodon de courir, mais comme le hobbit était réticent, Glorfindel commanda au cheval dans la langue elfique, faisant courir Asfaloth immédiatement juste avant que les Cavaliers n’apparaissent. L’expression signifie « cours vite, cours vite, Asfaloth », de l’impératif nor- (« cours ») et lim (« rapide, rapide »).

## Description
Asfaloth porte un harnais de travail. La selle est de conception standard de cavalerie, le cuir de couleur sable est estampé d'or, en boucles, comme des marques sur une peau. Le long des bords du pommeau et du troussequin, des fils d'or sont cousus et battus en vignes. Les marges du tapis de selle en laine rouge sont travaillées dans des motifs de fleurs traînantes. Asfaloth le trouve confortable.

## Étymologie
Asfaloth est le sindarin pour « écume ensoleillée », de ast (« lumière ou chaleur du soleil ») + faloth (« grande vague mousseuse »).

## Autres versions
En réponse à une question de Rhona Beare[Qui ?] en 1958, Tolkien a admis que Glorfindel n’aurait pas utilisé de bride et de mors lorsqu’il montait Asfaloth ; au lieu de cela, il n’aurait utilisé qu’une têtière ornementale avec un panache, des bijoux et de petites cloches. Il lui a assuré qu’il changerait de bride et de mors pour se mettre en tête dans les prochaines éditions, un changement qui a été fait,.

## Création et évolution
La section de la ligne Great Western construite à travers la vallée du Cheval Blanc, devant le Cheval Blanc d'Uffington, a donné à Tolkien les originaux de sa vallée de Rohan et même d'Asfaloth et de Gripoil.

## Critique et Analyse
Asfaloth est un "bon cheval", blanc, brillant et parfaitement sous le contrôle de son maître. Il est un cheval de conte de fées conventionnel avec son frontal orné de pierres précieuses. La chevauchée de Frodon, en revanche, est la scène d'équitation la plus pratique du livre. Glorfindel "raccourcit les étriers jusqu'aux jupes de la selle" (Cela pourrait être pour aider Asfaloth à courir contre les Cavaliers Noirs.)

## Représentation dans les adaptations
1981 : Le Seigneur des Anneaux (série radiophonique de 1981) :
Asfaloth emmène Frodon à Fondcombe.
1991 : Le calendrier J.R.R. Tolkien de 1991 par John Howe :
John Howe illustre le saut des gués du Bruinien en réduisant Asfaloth au " poney merveilleux".
2001 : Le Seigneur des Anneaux : La Communauté de l’Anneau :
Asfaloth est le cheval d’Arwen, ayant repris le rôle de Glorfindel,. Trois Andalous blancs ont été utilisés : Florian, le cheval héros ; Heros, utilisé pour les poursuites à grande vitesse ; et Odie, qui a été utilisé pour les scènes dans lesquelles Arwen n’est pas montée. Jane Abbott et Sonia Duncan étaient les doubles de Liv Tyler.
2002 : Le Seigneur des Anneaux : La Communauté de l’Anneau (jeu vidéo) :
Asfaloth est le cheval de Glorfindel. Il l’envoie pour transporter Frodon à Fondcombe.
2006 : Le Seigneur des Anneaux : La Bataille pour la Terre du Milieu II :
Avec Glorfindel ajouté, Asfaloth est maintenant le cheval de Glorfindel lorsqu’il est monté. Le cheval d’Arwen, également blanc, n’est pas nommé.